# The Flash
The Flash je američka televizijska serija, spin-off serije Arrow razvijena od strane Greg Berlantia, Marc Guggenheima i Andrew Kreisberga.
Zasnovana je na istoimenom DC Comics superjunaku Flash, vrijeme radnje je isto kao i kod Arrow serije.
Serija je službeno najavljena 8. svibnja 2014., a na malim ekranima s emitiranjem počela je 7. listopada 2014. na kanadskom kanalu The CW.
U Hrvatskoj se 10. travnja 2017. serija počela emitirati na Fox kanalu s prve tri sezone do 28. lipnja iste godine, kasnije kontinuirano svake godine izbacuje novu sezonu.
Serija je u veljači 2021. godine obnovljena za 8.sezonu koja s emitiranjem kreće 8. studenog 2021.
The CW i Warner Bros 1. kolovoza su objavili da će serija završiti sa devetom sezonom koja će imati 13 epizoda, koja bi trebala krenuti sa emitiranjem početkom 2023. godine.

## Glumačka postava

### Glavni likovi
- Grant Gustin kao Barry Allen / Flash (sezona 1 - još uvijek): mladi znanstveni stručnjak koji radi u policijskoj stanici Central Citya.
- Candice Patton kao Iris West (sezona 1 - još uvijek): Barryjeva najbolja prijateljica, njih dvoje se poznaju od djetinjstva i odrasli su zajedno nakon što je Irisin otac preuzeo odgovornost za Barryja, nakon smrti majke i uhićenja oca.
- Danielle Panabaker kao Caitlin Snow / Killer Frost (sezona 1 - još uvijek): istraživačica koji radi u STAR Labsu i Barryjeva prijateljica, pomažući Flashu u njegovoj borbi protiv drugih zlih metaljudi.
- Carlos Valdes kao Francisco "Cisco" Ramon / Vibe (sezona 1-7): istraživač koji radi u STAR Labsu, on i Caitlin postaju dobri prijatelji s Barryjem i pomažu mu u borbi protiv drugih metaljudi koji koriste svoje moći u zle svrhe. Ima naviku uvijek davati pseudonime superzlikovcima.
- Thomas Cavanagh kao Harrison Wells (sezona 1 - 7): Briljantni znanstvenik Central Citya, koji je imao ambiciju stvoriti vlastitu tvrtku za izgradnju izuma i proučavanje svemira, u tu svrhu stvorit će akcelerator čestica koji neće raditi kako je predviđeno. Eksplozija, koja se dogodila 2020. godine, generira val tamne tvari koji pokreće transformaciju mnogih pojedinaca, započinjući eru metaljudi, uključujući Barryja Allena / Flasha.
  - Eobard Thawne/Anti-Flash (sezona 1, gost u sez. 2-7)
- Jesse L. Martin kao Detective Joe West (sezona 1 - još uvijek): otac Iris, Wallya i Jenne West, detektiv u policijskoj stanici Central Citya.
- Keiynan Lonsdale kao Wally West / Kid Flash (sezona 2-4, gost u sez. 5-6): sin Joea Westa i Irisin brat.
- Danielle Nicolet kao Cecile Horton (sezona 5-još traje, sporedna sez. 3-4, gost sez. 1): okružnog tužiteljica koja postaje djevojka Joea Westa i majka njihove kćeri Jenne West.
- Hartley Sawyer kao Ralph Dibny / Elongated Man (sezona 5-6, sporedna sez. 4): meta-čovjek sa sposobnošću da rastegne svoje tijelo do nadljudskih duljina i dimenzija.
- Jessica Parker Kennedy kao Nora West / XS (sezona 5, gost sez. 4,7): Barryjeva i Irisina kći, iz budućnosti. Nadimak joj je XS. Prvi put se pojavila na Barryjevom i Irisinom vjenčanju kao konobarica, pokušavajući pomoći Barryju.
- Kayla Compton kao Allegra Garcia (sezona 7-još uvijek): Mlada metačovjek s elektromagnetskim sposobnostima i ambiciozna novinarka.
- Brandon McKnight kao Chester P. Runk (sezona 7-još uvijek): znanstvenik kojeg je tim Flash spasio iz vlastitog eksperimenta i sada im pomaže dok obnavlja svoj život.

## Popis sezona
| Sezona | Sezona | Broj Epizoda | SAD emitiranje      | SAD emitiranje    | Hrvatsko emitiranje | Hrvatsko emitiranje |
| Sezona | Sezona | Broj Epizoda | Premijera sezone    | Finale sezone     | Premijera sezone    | Finale sezone       |
| ------ | ------ | ------------ | ------------------- | ----------------- | ------------------- | ------------------- |
|        | 1.     | 23           | 7. listopada 2014.  | 19. svibnja 2015. | 10. travnja 2017.   | 17. svibnja 2017.   |
|        | 2.     | 23           | 6. listopada 2015.  | 24. svibnja 2016. | 18. svibnja 2017.   | 27. lipnja 2017.    |
|        | 3.     | 23           | 4. listopada 2016.  | 23. svibnja 2017. | 28. lipnja 2017.    | 7. kolovoza 2017.   |
|        | 4.     | 23           | 10. listopada 2017. | 22. svibnja 2018. | 16. srpnja 2018.    | 15. kolovoza 2018.  |
|        | 5.     | 22           | 9. listopada 2018.  | 14. svibnja 2019. | 3. prosinca 2019.   | 1. siječnja 2020.   |
|        | 6.     | 19           | 8. listopada 2019.  | 12. svibnja 2020. | 5. studenog 2020.   | 3. prosinca 2020.   |
|        | 7.     | 18           | 2. ožujka 2021.     | 20. srpnja 2021.  | 4. listopada 2021.  | 16. listopada 2021. |
|        | 8.     | 20           | 16. studenog 2021.  | 29. lipnja 2022.  | 15. rujna 2022.     | 19. listopada 2022. |
|        | 9.     | 13           | 8. veljače 2023.    | 24. svibnja 2023. | 3. listopada 2023.  | u tijeku            |

## Vanjske poveznice
- Službena stranica na cwtv.com (engl.)
- Službena stranica na warnerbros.com (engl.)
- Službena stranica na foxtv.hr (hrv.)
- The Flash u internetskoj bazi filmova IMDb-a (engl.)
- The Flash na facebook.com (engl.)